# Zygaena kavrigini
Zygaena kavrigini is een vlinder uit de familie van de bloeddrupjes (Zygaenidae). De wetenschappelijke naam van de soort is voor het eerst geldig gepubliceerd in 1887 door Grum-Grshimailo.